# Isla Verde (China)

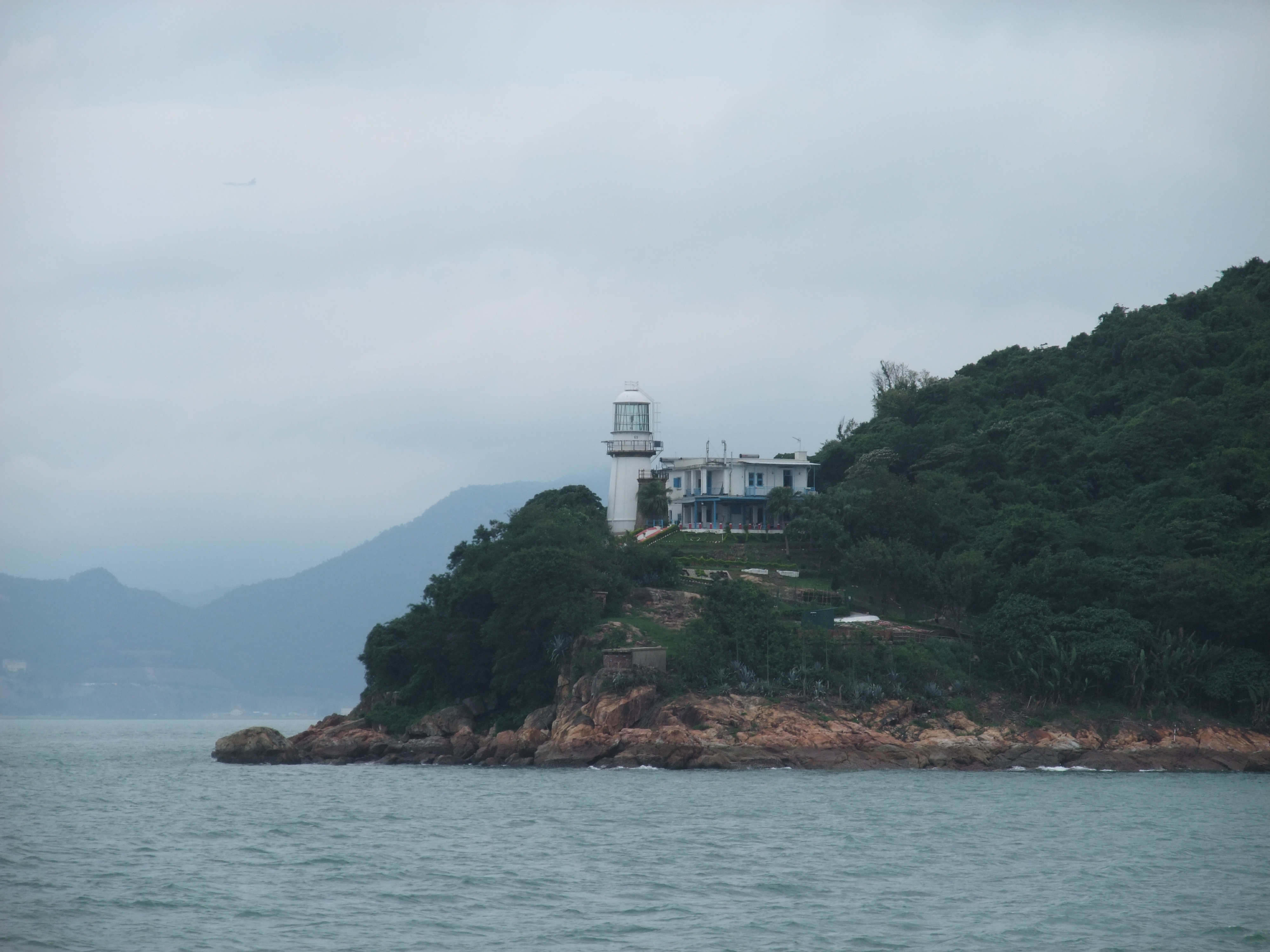
Vista de la isla y su faro.

La isla Verde (en chino tradicional, 青洲) es una pequeña isla deshabitada localizada en la costa noroeste de la ciudad de Kennedy, en la isla de Hong Kong, en la región administrativa especial del mismo nombre, al sur de China, separada de ésta por el canal de Azufre (Sulphur Channel). 
Una isla pequeña cercana al este, deshabitada, se llama Pequeña Isla Verde (小青洲). 
Isla Verde está en gran parte deshabitada y se encuentra en la costa oriental cerca de una estación de policía. La cima de una de sus colinas es una oficina del departamento de Marina y un faro guía de los buques en el canal de Azufre. 
Los edificios del Complejo Faro de la Isla Verde fueron declarados como monumentos en 2008. Los edificios históricos son los dos faros construido en 1875 y 1905, respectivamente, y los barrios europeos del complejo.
La isla está densamente cubierta de bosques y matorrales altos. Un total de 150 especies de plantas y una gran variedad de especies de mariposas han sido encontradas. Una especie de hormiga, no localizada en otros lugares en Hong Kong, se registró en la isla Verde. 
Administrativamente, las dos islas son parte del Distrito Central y Occidental. 
En la década de 1990, el gobierno de Hong Kong propuso la recuperación del canal y convertir la isla Verde en una zona residencial. La propuesta fue postergada debido a la fuerte oposición de los grupos de interés ambiental.